# 张廷武
张廷武（？—），男，中华人民共和国政治人物，曾任内蒙古自治区人民政府副主席，内蒙古自治区人大常委会副主任，第七届全国人大代表。